# The Innocents Live
Pour les articles homonymes, voir Les Innocents.
Albums de Erasure
Crackers International
(1988) Wild!
(1989)
The Innocents - Live est le titre d'une cassette vidéo VHS du groupe britannique Erasure parue en 1989. Elle restituait un concert enregistré le 15 novembre 1988 au NEC de Birmingham, une salle de 11 000 places.
Initialement sorti en 1989, ce concert a finalement été rendu disponible en support DVD en octobre 2009 en tant que disque bonus d'une réédition « deluxe » de l'album The Innocents. Cette réédition de la video inclut un documentaire ainsi que deux chansons supplémentaires qui n'avaient pas été insérées dans la parution originale : Witch In The Ditch et une reprise du groupe ABBA, Gimme, Gimme, Gimme.

## Détail des titres
Note : Pour visualiser les détails concernant les titres supplémentaires et les autres bonus ajoutés à la réédition DVD de 2009, se référer à l'article The Innocents.
1. Chains of Love
2. A Little Respect
3. The Circus
4. The Hardest Part
5. Push Me Shove Me
6. Spiralling
7. Hallowed Ground
8. Oh l'amour
9. Who Needs Love Like That
10. Stop!
11. Victim of Love
12. Ship of Fools
13. Knocking on Your Door
14. Sometimes